# جاموقا
جاموقا (بالمنغولية: ᠵᠠᠮᠤᠭ ᠠ)‏ أو جاموخا قائد عسكري مغولي عاصر جنكيز خان وكان صديق طفولته قبل أن يتحول لعدوه ويتحارب معه.

## نشأته
ولد جاموقا عام 1162 وسط قبائل المغول و كان والده قائدا عسكريا. التقى مع تيمودجين (جنكيز خان) عندما كان طفلا صغيرا وتوطدت علاقتهما حتى ارتبطا في علاقة أخوة وتعاهدا عهد الدم على أن يظلا أوفياء لبعضهما البعض إلى الأبد.

## حياته
توفي سنة 1205 و لا زالت ظروف وفاته غامضة بين المؤرخين.

## ظهوره في السينما
ظهرت شخصية جاموقا في عدة أفلام تتناول حياته منها جنكيز خان (فيلم) الذي مثل فيه عمر الشريف دور البطولة.